# Andalgalornis
Andalgalornis steulleti è una specie di uccello del terrore ritrovato a Catamarca, Argentina, risalente al Miocene.

## Descrizione

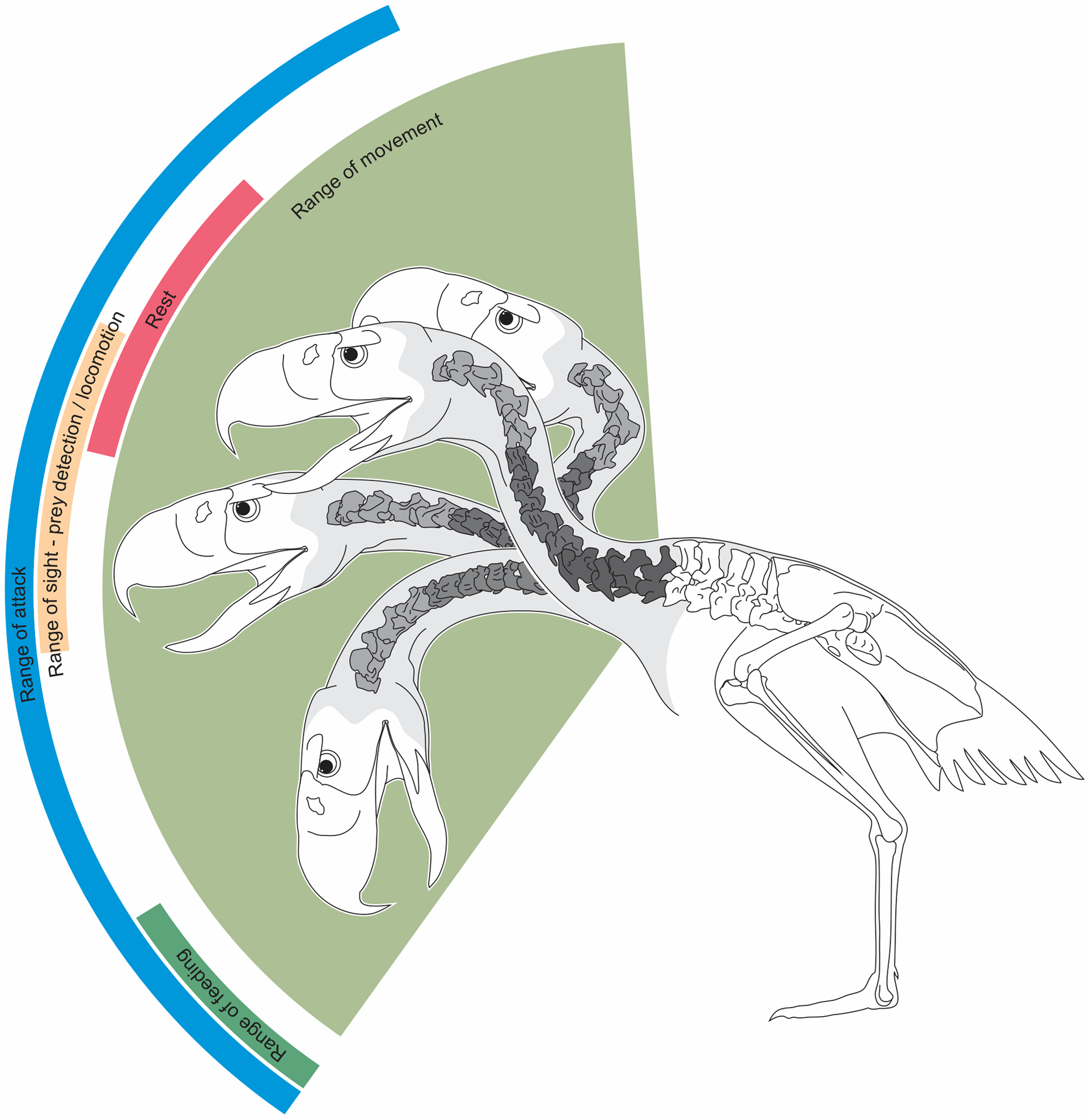
Ipotetico grado di flessibilità del collo di Andalgalornis

Gli uccelli del terrore (Forusracidi) erano uno dei gruppi di animali più affascinanti del Sud America durante l'Era Cenozoica. I loro parenti più stretti sono i moderni seriema (Famiglia Cariamidae), che sono grandi (81 cm di altezza) uccelli con lunghe zampe che si nutrono di insetti e piccoli vertebrati in habitat aperti del Sud America meridionale. La maggior parte degli uccelli del terrore erano molto più grandi dei moderni seriema, e specie giganti come Brontornis burmeisteri si avvicinavano ai 2,7 m di altezza e pesavano 340-390 kg, ponendole tra le specie di uccelli più grandi del mondo. I resti accertati più antichi di uccelli del terrore in Sud America sono vecchi di 45 milioni di anni, e fossili di uccelli del terrore di età simile sono conosciuti anche in Africa e Europa. Perciò, i primi uccelli del terrore potrebbero aver seguito le stesse rotte di migrazione verso il Sud America dei roditori caviomorfi e dei primati platirrini. Almeno una specie di uccello del terrore arrivò in Nord America durante il Pliocene (Titanis walleri), e il gruppo si estinse solo nel corso degli ultimi 20 000 anni. Le specie più piccole di uccelli del terrore probabilmente assomigliavano ai moderni seriema nel loro comportamento e aspetto, mentre le specie più grandi non potevano volare e molto probabilmente cacciavano prede più grandi e veloci. Uccelli del terrore come Andalgalornis potrebbero essere stati capaci di correre a velocità di 48 km/h, rendendoli i predatori terrestri più veloci del loro tempo in Sud America. Fatto interessante, studi hanno dimostrato che il temibile becco di Andalgalornis era relativamente debole e non ben equipaggiato per trattenere grandi animali dimenanti. Invece, potrebbe aver ucciso la sua preda con le zampe o con un veloce colpo ad accetta del becco. Come i moderni seriema, Andalgalornis probabilmente smembrava la preda usando becco e zampe.

## Informazioni base

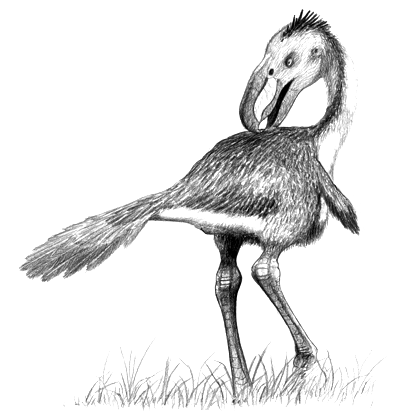
Ricostruzione di Andalgalornis

Dimensioni: molto grande, simile ad un emù (Dromaius novaehollandiae). Lunghezza del cranio: circa 37 cm. Altezza: 1.4 m. Massa corporea: circa 40 kg.
Caratteristiche ecologiche: terrestre (non volatore) e cursorio. Carnivoro, si nutriva primariamente di piccoli mammiferi come roditori e altre prede di dimensioni simili, come giovani notoungulati della specie Hemihegetotherium achataleptum.
Relazioni evolutive: ordine Gruiformes. Famiglia Phorusrhacidae (estinta).
Significato del nome: il genere significa "uccello di Andalgalà", un dipartimento in Catamarca. L'epiteto specifico onora l'amante di uccelli Argentino Alfredo Steullet.